# Metalurgie

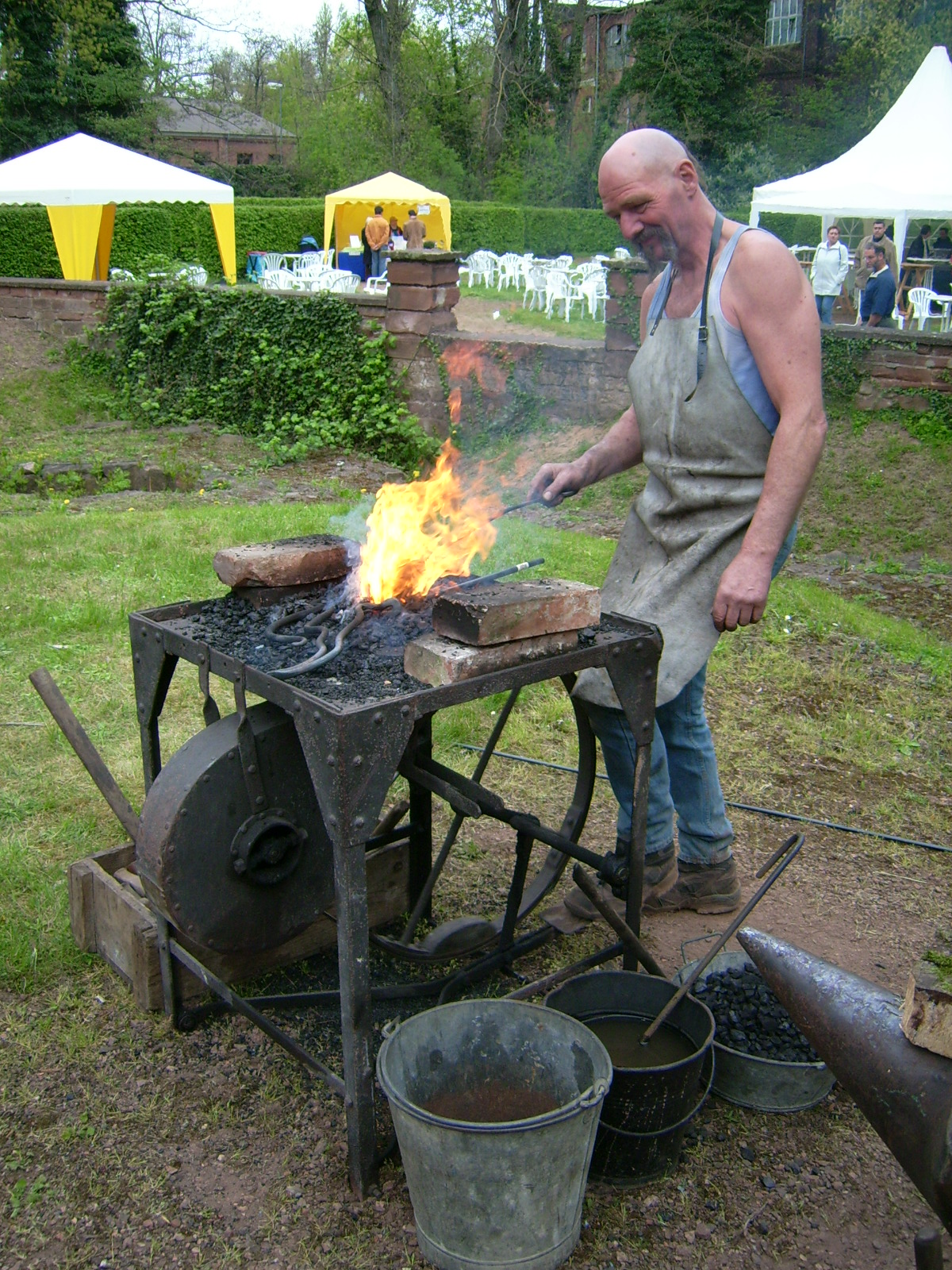
Ruční zpracování kovu

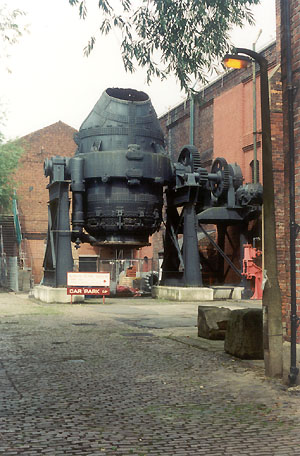
Bessemerův konvertor

Metalurgie (česky též hutnictví; z řeckého metallourgos, pracovník s kovem < metallon, kov + ergon, práce) je věda a výrobní odvětví zabývající se získáváním a zpracováním kovů a jejich slitin.
Prakticky se jedná o výrobu železa a oceli, výrobu barevných kovů, a jejich následné zpracování. Významnou úlohu při pochopení a vysvětlení dějů probíhajících v kovech zde sehrává fyzikální metalurgie a též také fyzika kovů.

## Historie
Prvním člověkem opracovaným kovem bylo s největší pravděpodobností zlato. V jeskyních, jež se dnes nacházejí na území dnešního Španělska, byla nalezena malá množství metalurgicky zpracovaného zlata ze starší doby kamenné. V eneolitu se objevuje zpracování mědi v oblasti Blízkého východu (5. tisíciletí př. n. l.). Po objevení rud cínu se doba měděná přehoupla do doby bronzové. Kvůli řeckému slovu chalkos (řecky χαλκὀς), které nerozlišuje mezi mědí a bronzem, je starší doba bronzová nazývána také pozdní dobou měděnou. Zkušenosti, získané soustavnou snahou o zlepšování vlastností mědi, jejím legováním cínem a zinkem se rychle rozšířili. Mosaz, slitina mědi a zinku je buď čínského nebo persko-indického původu. Typické mosazné předměty té doby, byly pracovní nástroje, šperky, součásti oděvů, zbraní, nádob a dalších předmětů. Archeologické nálezy předmětů, dokazují téměř souběžný vývoj olova. Hojně se vyskytující galenit byl zpočátku vyhledáván pouze jako nosič stříbra a olovo vzniklé při jeho těžbě bylo považováno za odpad. Jakmile byl rozpoznán, jeho nízký bod tání, který je pouze 327 °C, začal se široce využívat. Jsou známy velmi rané figurativní předměty (halštatské nálezy), dále předměty denní potřeby (doba římská s nádobami, talíři, trubkami na vodu). Lití olova dosáhlo pozdního rozkvětu v památkách z období baroka, i když toxicita olověných výparů vznikajících při tavení byla velmi dlouho ignorována.
Dalším „historickým“ kovem je nikl. Jako součást slitin mědi a zinku (mosaz) byl poprvé nalezen kolem roku 200 před naším letopočtem. v Číně. Dodnes je základním typem pro nožířské slitiny niklové stříbro. 
Ve střední Evropě asi v 7.–8.století př. n. l. přišla doba železná. Metalurgie se pak do celého světa rozšířila podél řek a pobřeží. Používání metalurgických postupů při zpracovávání kovů je pak doloženo u mnoha kultur a civilizací. Příkladem jsou antická a středověká království, říše Středního a Blízkého východu, antický Egypt, Anatolie (dnešní Turecko), Incká říše, Řecká i Římská říše v antické Evropě, středověká Evropa, staré i středověké Japonsko, Čína a Indie, atd. Dlouho před tím, než se staly běžnými v Evropě, byly mnohé výrobní postupy a zařízení používané v metalurgii známé v Číně (jde například o vysokou pec, lití železa, výrobu oceli, ale i hydraulické kovací lisy).

## Rozdělení slitin neželezných kovů
Neželezné kovy můžeme třídit podle těchto hledisek.
- Druhu slitiny – podle základního prvku, jehož obsah je přes 50%. Podle toho pak říkáme slitina mědi, hliníku, nebo hořčíku.
- Technologie – podle zpracování slitin, rozdělujeme na slitiny pro tváření a na slitiny slévárenské.
  - slitiny pro tváření – nižší obsah přísadových prvků, podle teploty tváření se dělí na slitiny pro tváření za studena a na slitiny pro tváření za tepla.
  - slitiny slévárenské – mají vyšší obsah přísadových prvků, větší tvrdost a pevnost avšak nižší plastické vlastnosti. Slitina musí mít dobré slévárenské vlastnosti. Tyto slitiny mají většinou heterogenní strukturu.
- Hustoty – slitiny se dělí podle hustoty na slitiny lehkých neželezných kovů a na slitiny těžkých neželezných kovů. Hustota 4500 kg.m−3 je považována za hranici mezi oběma skupinami. Slitiny hořčíku, titanu a hliníku jsou považovány za skupinu lehkých slévárenských slitin. Slitiny niklu, zinku, cínu, mědi a olova jsou považovány za skupinu těžkých neželezných kovů.
- Tavící teploty – slitiny můžeme dělit podle teploty tavení na
  - nízko tavitelné s teplotou tavení do 600oC (zinek, kadmium, cín, vizmut, olovo)
  - středně tavitelné s teplotou taveno do 1500 oC (měď, hliník, kobalt, nikl, hořčík)
  - vysoko tavitelné s teplotou tavení nad 1500 oC (molybden, niob, vanad, chrom, titan)
- Objemu výroby – podle objemu výroby odlitků z neželezných kovů, můžeme považovat slitiny hliníku za nejpoužívanější. Z důvodu příznivé ceny, dobrých mechanických vlastností, snadné výrobě, nízké hmotnosti a technologických vlastností, mají slitiny hliníku 90% podíl v celkové výrobě odlitků z neželezných slitin.[3]

## Výroba kovů používaných ve strojírenství
Kovy se zpracovávají litím, kováním, tvářením za studena, válcováním, protlačováním, slinováním, kovoobráběním, stříháním a tvářením.
Lití
Roztavený kov se nalije do připravené formy. Používá se i pří výrobě železa a oceli i barevných kovů. Navazuje na ni hutní druhovýroba (větší výrobky).
Existuje řada druhů lití, nejběžnější způsoby představuje lití do pískových nebo voskových forem, tlakové lití, nebo plynulé lití (kontilití).
Kování
Kování je proces, při kterém se rozpálený kus kovu (tzv. náboj), vytvaruje nárazy kladiva či v kovacím lisu (bucharu).
Válcování
Při procesu válcování se náboj posouvá mezi proti sobě položenými válci. Válcování se může provádět za studena i za tepla. Odstup mezi válci je postupně snižován, až se dosáhne (plechu, kolejnice, traverzy) požadované tloušťky vývalku.
Válcováním se vyrábí například i bezešvé trubky.
Protlačování
U této metody de dosahuje požadovaného tvaru protlačováním rozpáleného temperovaného (tzn. kujného) kovu přes matrici.
Slinování
Jako slinování se označuje metoda stlačování kovového prášku ve formě za vysokých teplot.
Kovoobrábění
Kovoobráběcí stroje jsou soustruhy, frézky a vrtačky. Kovoobráběcí postupy se uplatňují pro tvarování kovů pouze za studena, a to řezáním a broušením.
Lisování
Tvar výrobku je vytvářen za studena lisováním pomocí tvářecích strojů – lisů nebo bucharů.
Stříhání a ohýbání
Plechy a tyče jsou stříhány na lisech nebo hydraulických nůžkách a ohýbány do požadovaného tvaru.
Zpracování kovů za studena, jako je válcování, lisování a ohýbání, zvyšuje tvrdost materiálu. V materiálu dochází k mikroskopickým změnám, defektům, a ten se tak stává odolnějším proti dalšímu tvarování.
Pokud je kov zpracován za tepla, a to žíháním, kalením, temperováním, alitováním a cementováním, ovlivní se jeho odolnost proti korozi i mechanické vlastnosti, jako tvrdost a houževnatost.
Žíhání
Žíhání kov změkčuje a zároveň jej činí houževnatějším.
Kalení a cementování
Kalení a cementování zvyšují tvrdost. Zakalený kov je velice tvrdý a křehký.
Temperování
se provádí až po kalení a vede ke snížení křehkosti a celkovému zlepšení vlastností kovu.

## Svařování a pájení
Je technika používaná ke spojování některých železných kovů s použitím slitin hliníku jako svarového kovu. Spojované materiály jsou obvykle vzájemně podobné slitiny. Tvrdé pájení je technika používaná při spojování železných i neželezných kovů. Svarovým kovem je pak slitina mědi (obvykle mosaz nebo bronz).

## Pokovování
Pokovování je nejpoužívanější metoda povrchové úpravy kovů. Metoda spočívá v nanášení tenké vrstvy zlata, stříbra, chromu, zinku nebo jiného kovu na povrch produktu. Pokovování se používá pro zvýšení korozivzdornosti a zlepšení estetických vlastností produktu.
Hutnictví je samostatný průmyslový obor, jenž se zabývá výrobou surových kovů a výrobků z nich. Pod pojmem hutnictví spadá veškerá hutní výroba a to včetně výroby neželezných respektive barevných kovů. Nejznámějším podoborem hutnictví je obor hutnictví železa. Hutnictví je velmi starým oborem lidské činnosti a jako takové je známo už od starověku z doby bronzové.
Na hutnictví často navazuje příbuzný obor slévárenství respektive těžké strojírenství a další obory lidské činnosti jako např. koksárenství, plynárenství popřípadě i chemický průmysl.

## Charakteristika hutnictví železa
- suroviny: železná ruda, koks, vápenec, voda, kovový šrot, vzduch
- nejčastější výrobky: trubky, roury, ocel, kolejnice, traverzy, strojní součásti, odlitky, dráty, plechy, ocelové profily a nosníky
- staví se: v místě těžby železné rudy nebo uhlí, v blízkosti dopravních cest
- rozmístění (Česko): Třinec, Frýdek-Místek, Ostrava, Nový Bohumín a okolí, v minulosti též Kladno
- obvyklé technologie: kontinuální lití, válcování za tepla, válcování za studena, výroba odlitků (slévárny)
- doprovodné obory: koksárenství, plynárenství, slévárenství, těžké strojírenství

## Významní metalurgové
- Edgar Bain (1891–1971)
- Adolf Martens (1850–1914)
- William Chandler Roberts-Austen (1843–1902)
- Adolf Ledebur (1837–1916)